# Дэникен, Эрих фон
Э́рих фон Дэ́никен (нем. Erich von Däniken; /ˈɛrɪk fɒn ˈdɛnɪkɪn/; немецкий: [ˈeːrɪç fɔn ˈdɛːnɪkən]; род. 14 апреля 1935, Цофинген, Швейцария) — швейцарский писатель, один из известнейших идеологов теории палеоконтакта. Является автором ряда книг, в которых говорится об инопланетном влиянии на раннюю историю цивилизаций, в том числе самой успешной в коммерческом отношении «Колесницы богов: Неразгаданные тайны прошлого», опубликованной в 1968 году.
Идеи, изложенные в его книгах, отвергаются практически всеми академическими учёными, которые относят его работы к категории псевдоисторических, псевдоархеологических и псевдонаучных. В начале своей карьеры он был осуждён и отбывал срок по обвинению в мошенничестве или растрате и написал одну из своих книг в тюрьме.
Позднее фон Дэникен стал соучредителем Ассоциации археологии, астронавтики и исследований SETI (AAS RA). Спроектировал Jungfrau Park, тематический парк, расположенный в Интерлакене, который открылся в мае 2003 года. Также является режиссёром трёх короткометражных документальных фильмов.

## Биография

### Ранние годы
Фон Дэникен родился в швейцарском городе Цофинген. Выросший в католической семье, он посещал Международную католическую школу Сен-Мишель во Фрибуре. Во время учёбы в школе он отвергал церковные толкования Библии, вместе с тем проявлял больший интерес к астрономии и феномену НЛО. В 19 лет он был приговорён к четырём месяцам лишения свободы условно за кражу. После этого он оставил школу и какое-то время был учеником швейцарского управляющего отелем, прежде чем переехать в Египет. В декабре 1964 года фон Дэникен написал статью «Hatten unsere Vorfahren Besuch aus dem Weltraum?» («Были ли наши предки посланцами из космоса?») для немецко-канадского периодического издания Der Nordwesten. Находясь в Египте, Дэникен принял участие в незаконной сделке по продаже ювелирных изделий, в результате которой по возвращении в Швейцарию он был осуждён уже на девять месяцев за мошенничество и растрату.
После освобождения фон Дэникен стал менеджером отеля Rosenhügel в Давосе. В это время он написал «Колесницы богов» (нем. Erinnerungen an die Zukunft, что дословно переводится как «Воспоминания о будущем»), работая над рукописью по ночам после работы. Первые варианты рукописи были отклонены несколькими издательствами. Econ Verlag (ныне часть Ullstein Verlag) был готов опубликовать книгу после полной переработки писателем-профессионалом Утцем Утерманном, который использовал псевдоним Вильгельм Роггерсдорф. Утерманн был бывшим редактором газеты Völkischer Beobachter и автором ряда нацистских бестселлеров. Переписанные «Колесницы богов» были приняты к публикации в начале 1967 г., но не печатались до марта 1968 г. Вопреки ожиданиям книга вызвала всеобщий интерес и стала бестселлером. Фон Дэникен получал 7 % от оборота книги, а 3 % достались Утерманну.
В ноябре 1968 года фон Дэникен был снова арестован за мошенничество, связанное с фальсификацией записей в отелях и кредитных справок с целью получения ссуд на сумму 130 тыс. долларов в течение двенадцати лет. Полученные деньги он использовал для поездки за границу с целью продвижения своей книги. Два года спустя фон Дэникен был осуждён за «неоднократные и систематические» растраты, мошенничество и подделку документов, причём суд постановил, что писатель «вёл образ жизни плейбоя». Дэникен пытался подать апелляцию на том основании, что «его действия не были злонамеренными» и что «сами кредитные учреждения были виноваты в том, что не смогли должным образом исследовать его рекомендации». Тем не менее, 13 февраля 1970 г. он был приговорён к трём с половиной годам тюремного заключения, а также был оштрафован на 3000 франков. Отсидев год из этого срока, был освобождён.
Прибыль от продажи «Колесниц богов» позволила Дэникену выплатить долги и уйти из гостиничного бизнеса. Свою вторую книгу, Gods from Outer Space, написал находясь в тюрьме.
В январе 1995 года Дэникен участвовал в московском международном Конгрессе палеокосмонавтики.

## Основные идеи
Центральной темой книг Эриха фон Деникэна является утверждение об инопланетном влиянии на раннюю человеческую историю. Он считает, что такие сооружения, как египетские пирамиды, Стоунхендж и Моаи на острове Пасхи, а также некоторые артефакты того периода являются продуктами гораздо более высоких технологий, чем те, которыми обладало человечество в эпохи, когда они были возведены/изготовлены. Он также интерпретирует ряд древних произведений искусства по всему миру как изображения космонавтов, летательных и космических аппаратов, инопланетян и сложных технологий. Фон Дэникен объясняет происхождение главных религий реакцией на контакт с инопланетной расой и предлагает альтернативные объяснения текстов Ветхого Завета.